# Aeschremon
Aeschremon é um gênero de mariposa pertencente à família Crambidae.